# 1966 год в науке
В 1966 году были различные научные и технологические события, некоторые из которых представлены ниже.
В этом году было выполнено 8 выходов в открытый космос американскими астронавтами с кораблей серии «Джемини» (см. таблицу). Советские космонавты не совершали выходы, но открыли список в следующем году.

## События

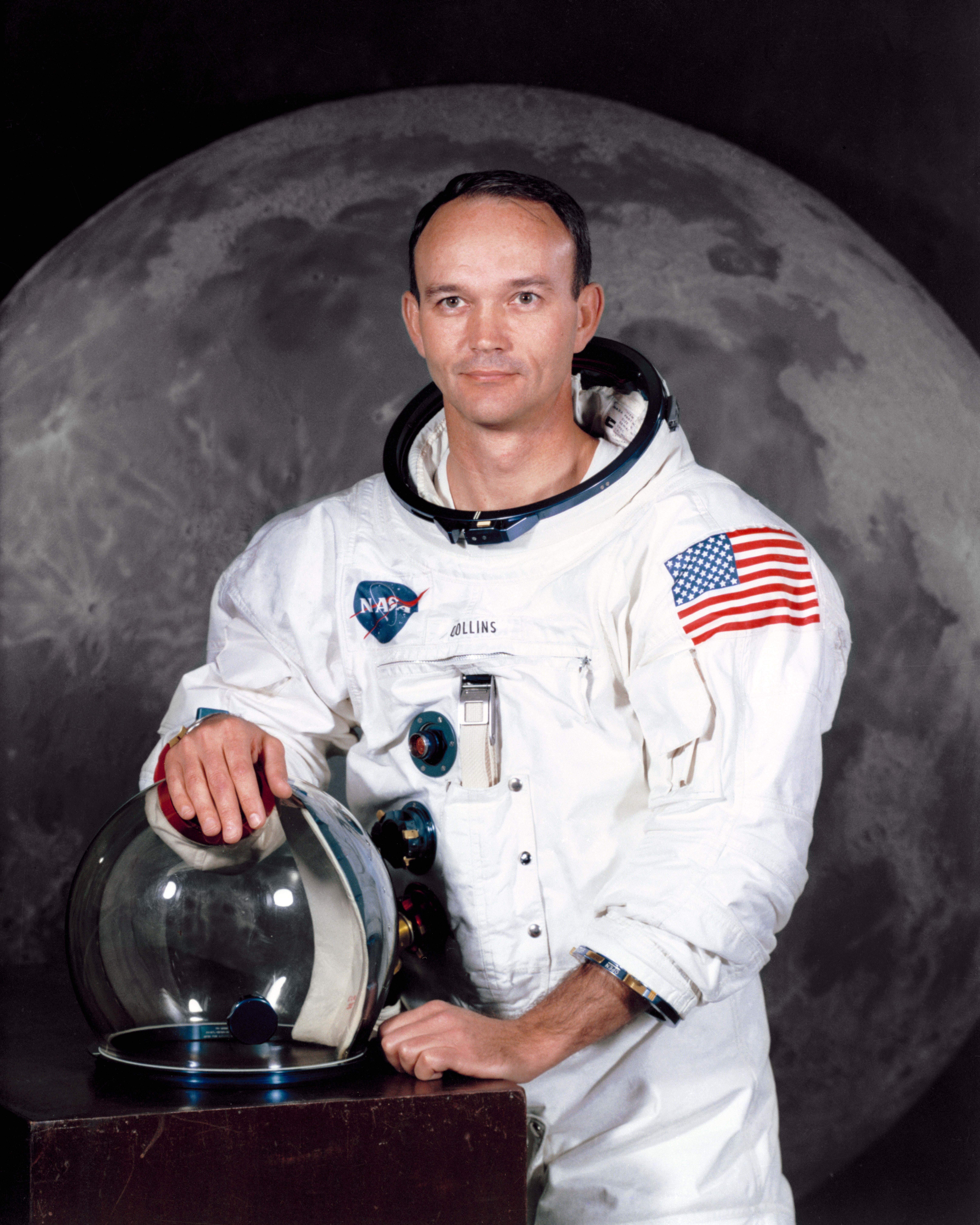
Майкл Коллинз

- 31 января — осуществлён пуск ракеты-носителя «Молния», которая вывела на траекторию полёта к Луне АМС «Луна-9».
- 3 февраля — передача по радио лунного ландшафта «Луной-9», осуществившей мягкую посадку.
- 1 марта — станция «Венера-3» врезалась в поверхность Венеры и стала первым космическим аппаратом, который достиг поверхности другой планеты.
- 16 марта — первая стыковка двух космических аппаратов (Джемини-8).
- 3 апреля — станция «Луна-10» впервые в мире вышла на орбиту вокруг Луны.
- 4 мая — полутеневое лунное затмение в экваториальной зоне Земли (фаза −0,08)[1].
- 20 мая — кольцеобразное солнечное затмение (максимальная фаза 0,9991)[2].
- 30 мая — первая американская мягкая посадка Сервейера-1 на Луну.
- 5 июня — второй в истории выход в открытый космос американского астронавта Юджина Сернана.
- 12 июня — в Киеве начата эксплуатация первого в мировой практике[3][4] троллейбусного поезда[5][6] изобретателя Владимира Веклича[7][8].
- 19 июля — Майкл Коллинз выполнил свой первый (третий в истории Америки) выход в открытый космос с борта космического корабля «Джемини-10».
- 20 июля — выход Майкла Коллинза с борта космического корабля «Джемини-10» к ракетной ступени «Аджена».
- 30 сентября — с помощью подземного ядерного взрыва потушен газовый факел на месторождении Урта-Булак. Это был первый случай применения ядерного заряда для тушения факела. Разработанный для этого «чистый» заряд оказался очень успешным и применялся ещё несколько раз.
- 29 октября — полутеневое лунное затмение в южном полушарии (фаза −0,13)[1].
- 12 ноября — полное солнечное затмение (максимальная фаза 1,0234)[9].

## Открытия

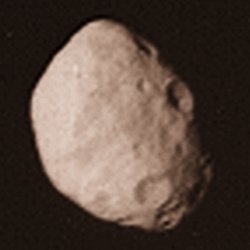
Спутник Сатурна Янус

- 15 декабря — Открыт десятый спутник Сатурна, названный Янусом (О. Дольфус, Франция).
- Июнь — Самый мощный источник рентгеновского излучения отождествлён со звездой 13m, остатком сверхновой (в Скорпионе)[10].
- Открытие первого точечного источника космических лучей Лебедь CmR-1 (Д. Датни, США)[10].

### Новые виды животных
- Животные, описанные в 1966 году

## Награды
- Нобелевская премия:
  - Физика — Альфред Кастлер, «За открытие и разработку оптических методов исследования резонансов Герца в атомах».
  - Химия — Роберт Сандерсон Малликен, «За фундаментальную работу по химическим связям и электронной структуре молекул, проведённую с помощью метода молекулярных орбиталей».
  - Физиология и медицина — Фрэнсис Пейтон Роус, «За открытие онкогенных вирусов». Чарлз Брентон Хаггинс, «За открытия, касающиеся гормонального лечения рака предстательной железы».
- Премия Тьюринга (информатика)
  - Алан Дж. Перлис — «За его влияние в области обобщённых техник программирования и построения компиляторов».
- Филдсовская премия
  - Майкл Атья (Великобритания).
  - Пол Коэн (США).
  - Александр Гротендик (Франция).
  - Стивен Смэйл (США).

## Родились
- 13 июня — Перельман, Григорий Яковлевич, российский математик, автор доказательства гипотезы Пуанкаре.
- 24 июля — Городецкий, Михаил Леонидович, российский физик, доктор физико-математических наук. Известен также как создатель и администратор интернет-сайта «Хронология и хронография».
- 25 августа — Элкис, Ноам, американский математик, специалист по теории чисел. Опроверг гипотезу Эйлера (обобщение Великой теоремы Ферма).

## Скончались

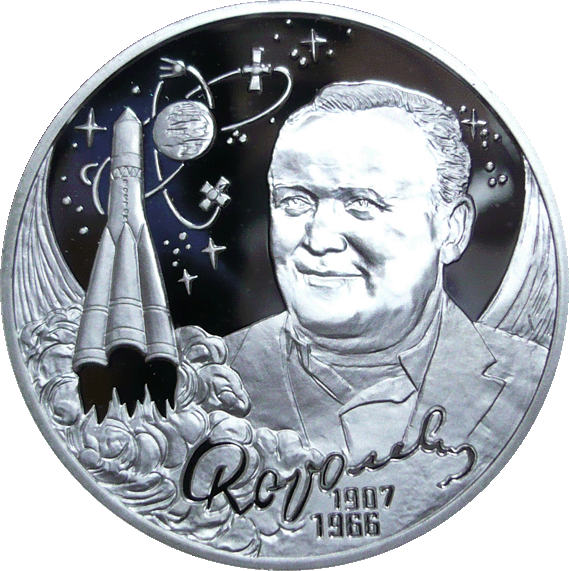
Памятная монета, посвящённая С. П. Королёву

- 14 января — Королёв, Сергей Павлович, советский конструктор ракетно-космических систем, академик, дважды Герой Социалистического Труда, основоположник практической космонавтики.
- 24 января — Бхабха Хоми Джехангир Баба, индийский физик, сыгравший значительну роль в развитии индийской атомной науки и техники.
- 29 июня — Косамби, Дамодар Дхармананд, индийский математик, статистик, филолог, историк марксистского толка и общественный деятель.
- 16 июля — Гринберг, Александр Абрамович, советский химик, профессор, академик АН СССР, заслуженный деятель науки и техники РСФСР, лауреат Сталинской премии.
- 10 августа — Венинг-Мейнес, Феликс Андрис, голландский геофизик и геодезист. Изобретатель точного метода измерения гравитационного поля Земли.
- 22 августа — Коменда, Эрвин, разработчик кузова автомобиля Фольксваген Жук (Volkswagen Käfer) — самого тиражируемого автомобиля XX века.
- 22 сентября — Векслер, Владимир Иосифович, советский физик-экспериментатор, основоположник ускорительной техники в СССР, создатель синхрофазотрона ОИЯИ.
- 2 ноября — Дебай, Петер Йозеф Вильгельм, физик, лауреат Нобелевской премии по химии за 1936 год.
- 2 декабря — Брауэр, Лёйтзен Эгберт Ян, голландский математик, выпускник университета Амстердама, работавший в таких областях математики, как топология, теория множеств, математическая логика, теория меры и комплексный анализ.
- Грабовский, Борис Павлович, советский физик, один из изобретателей телевидения.
- Золотарёв, Теодор Лазаревич, гидроэнергетик, академик АН КазССР, доктор технических наук, профессор.